# Trafikplats Haga norra

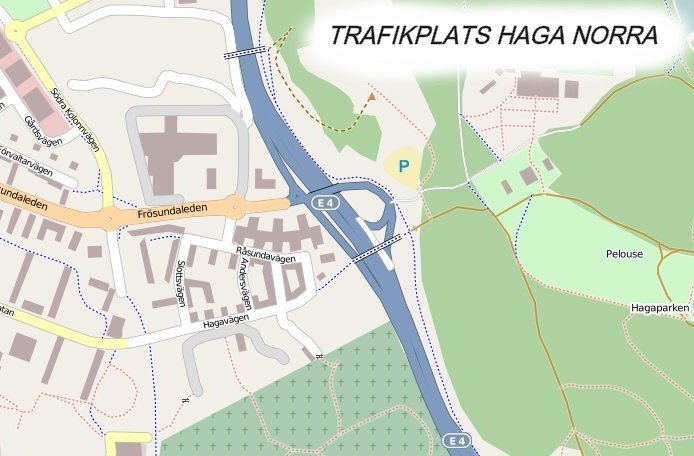
Trafikplats Haga norra

Trafikplats Haga norra, avfartsnummer 167, är en trafikplats i Solna kommun. Trafikplatsen är en planskild korsning mellan Uppsalavägen (E4) och Frösundaleden strax norr om Norra begravningsplatsen.

## Historik

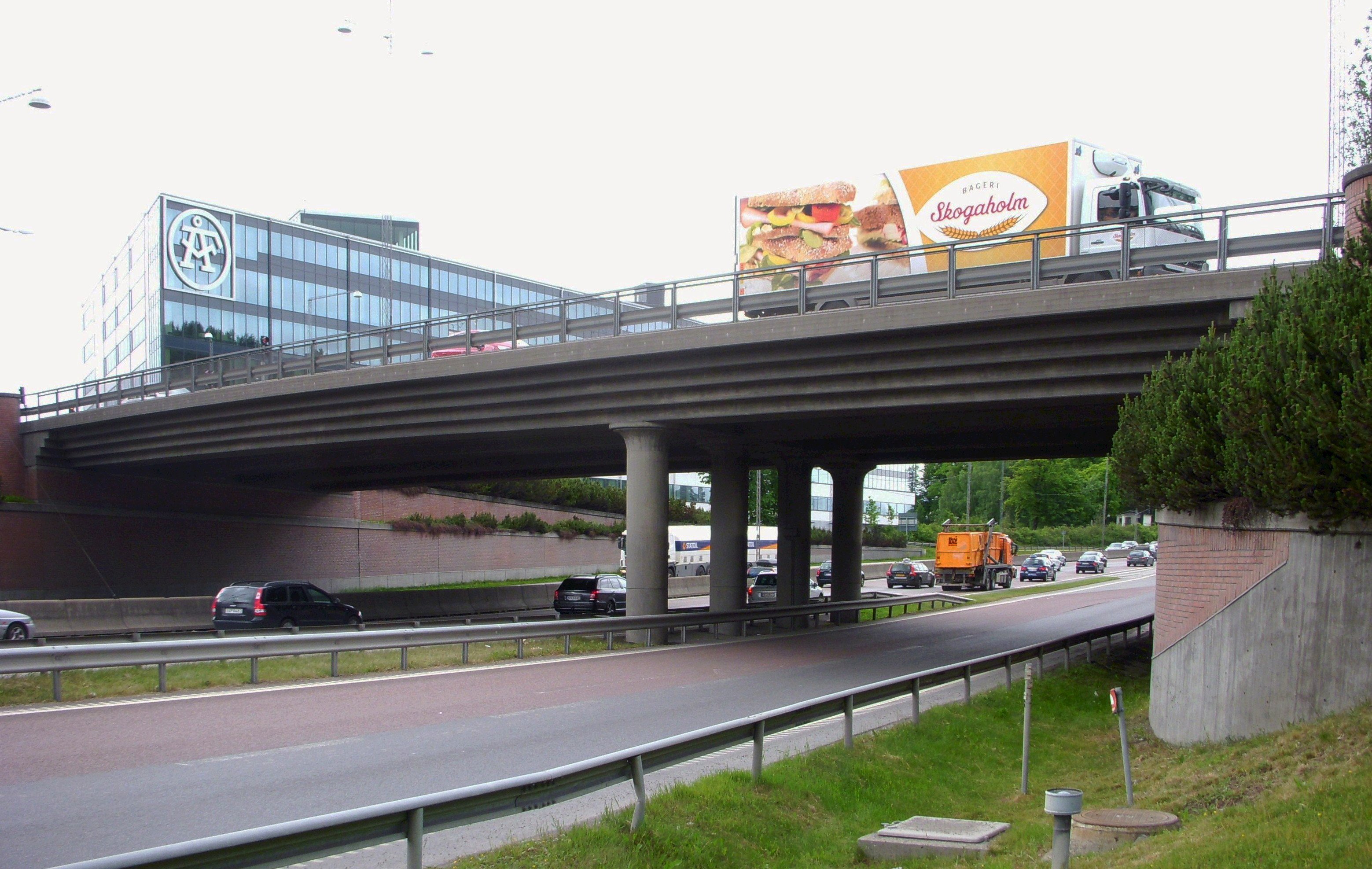
Bron över "Trafikplats Haga Norra" skapades av White Coordinator 1991

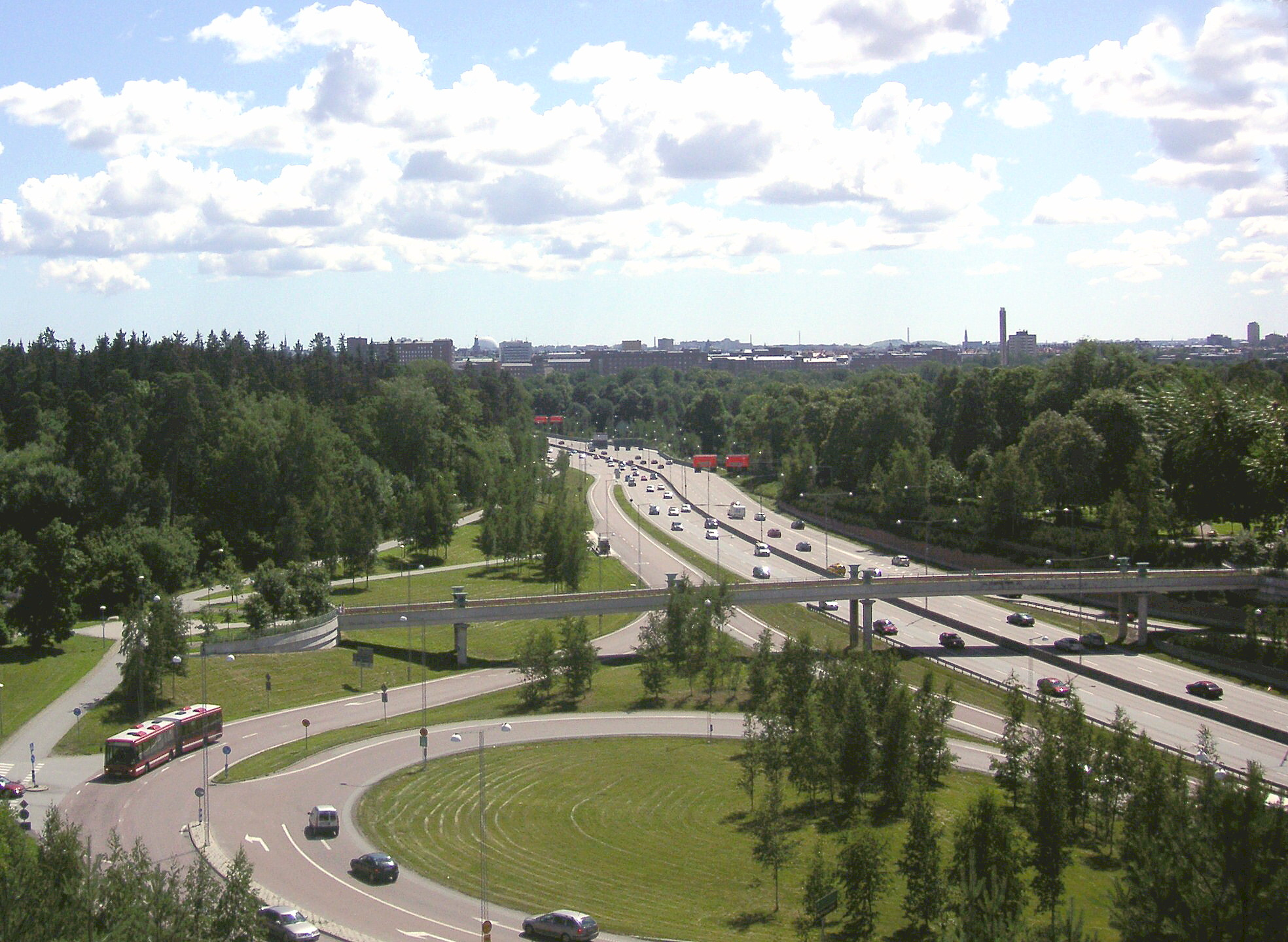
Uppsalavägen söderut vid Haga norra

Fram till början av 1990-talet var trafikplatsen en ljusreglerad plankorsning mellan dåvarande Råsundavägen och Uppsalavägen. I rusningstrafik bildades regelbundet långa köer. I början av 1990-talet anlades nuvarande planskilda korsning, 1993 släpptes trafiken på och 1994 var alla arbeten avklarade.
Till en början projekterade Vägverket trafikplatsen med Uppsalavägen i högt läge, men ändrade sig efter protester från bland annat miljöorganisationer och utförde E4 nedsänkt. Genom det fick man en bättre anpassning vid Hagaparkens entré och en gångförbindelse mot Haga norra grindar i naturlig nivå.
Vägverkets nybildade skönhetsråd såg trafikplatsen som ett viktigt pilotprojekt, vilket bidragit till en estetisk tilltalande utformning. Arbetena utfördes i samråd med bland a stadsarkitektkontoret i Solna. Ansvarig arkitekt var White-Coordinator arkitekter. Arkitekten behandlade broar, vägbankar och bullerskydd omsorgsfullt och skapade så en enhetlig trafikmiljö. Den konstnärliga utsmyckningen utfördes bland annat av Sivert Lindblom.